# Кунгурский краеведческий музей
Краеведческий музей города Кунгура основан в 1909 году, открылся 19 февраля 1911.

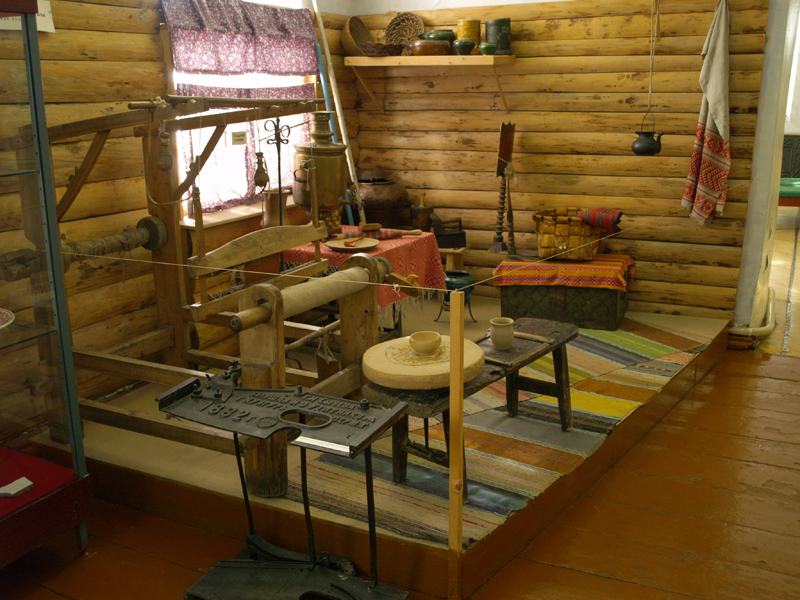
Интерьер

Музей расположен в трёх зданиях: Дом воеводы, малый гостиный двор, надворные постройки особняка купца Дубинина.
Основная экспозиция — в Доме воеводы (построен в XVIII веке). Двухэтажное здание музея располагается в самом центре Кунгура, на высоком берегу реки Сылвы. В постоянной экспозиции музея отделы природы, истории и новейшей истории. Искусство представлено во временных экспозициях. В музее можно познакомиться с геологической историей Кунгурского края, его прошлым и настоящим.
В малом гостином дворе проходят художественные выставки. В надворных постройках особняка купца Дубинина хранятся фонды музея.